# Astragalus polyphyllus
Astragalus polyphyllus är en ärtväxtart som beskrevs av Aleksandr Andrejevitj Bunge. Astragalus polyphyllus ingår i släktet vedlar, och familjen ärtväxter. Inga underarter finns listade i Catalogue of Life.